# 79472 Chiorny
79472 Chiorny este o planetă minoră (asteroid) din centura de asteroizi. A fost descoperită pe 6 ianuarie 1998 la Sormano de Augusto Testa⁠(d). 
Obiectul prezintă o orbită caracterizată de o semiaxă mare de 1,961852026176 UAi, o excentricitate de 0,08, o înclinație de 24,3 ° în raport cu ecliptica.